# Thymoetes (Ilias)
Thymoetes was, ten tijde van de Trojaanse Oorlog, een vooraanstaand Trojaans edelman uit het gevolg van koning Priamus (Homerus, Ilias III, v. 146).
Een waarzegger had voorspeld dat op een welbepaalde dag een mannelijk kind zou geboren worden dat de ondergang van Troje zou veroorzaken. Toen die dag aanbrak werden twee kinderen geboren: Priamus kreeg een zoon, Paris, en in het huis van Thymoetes werd Munippus geboren. Omdat Priamus natuurlijk uitsloot dat zijn eigen zoon door het orakel werd bedoeld, liet hij het knaapje Munippus samen met zijn moeder Cylla uit de weg ruimen.
Dit is volgens Vergilius (Aeneis II, v. 32) dan ook de reden waarom Aeneas Thymoetes ervan verdacht dat hij weleens de noodlottige raad zou kunnen gegeven hebben om het Paard van Troje binnen de wallen te halen. Op die manier zou hij zich gewroken hebben om het leed dat hem door Priamus was aangedaan.